# Група Сімох

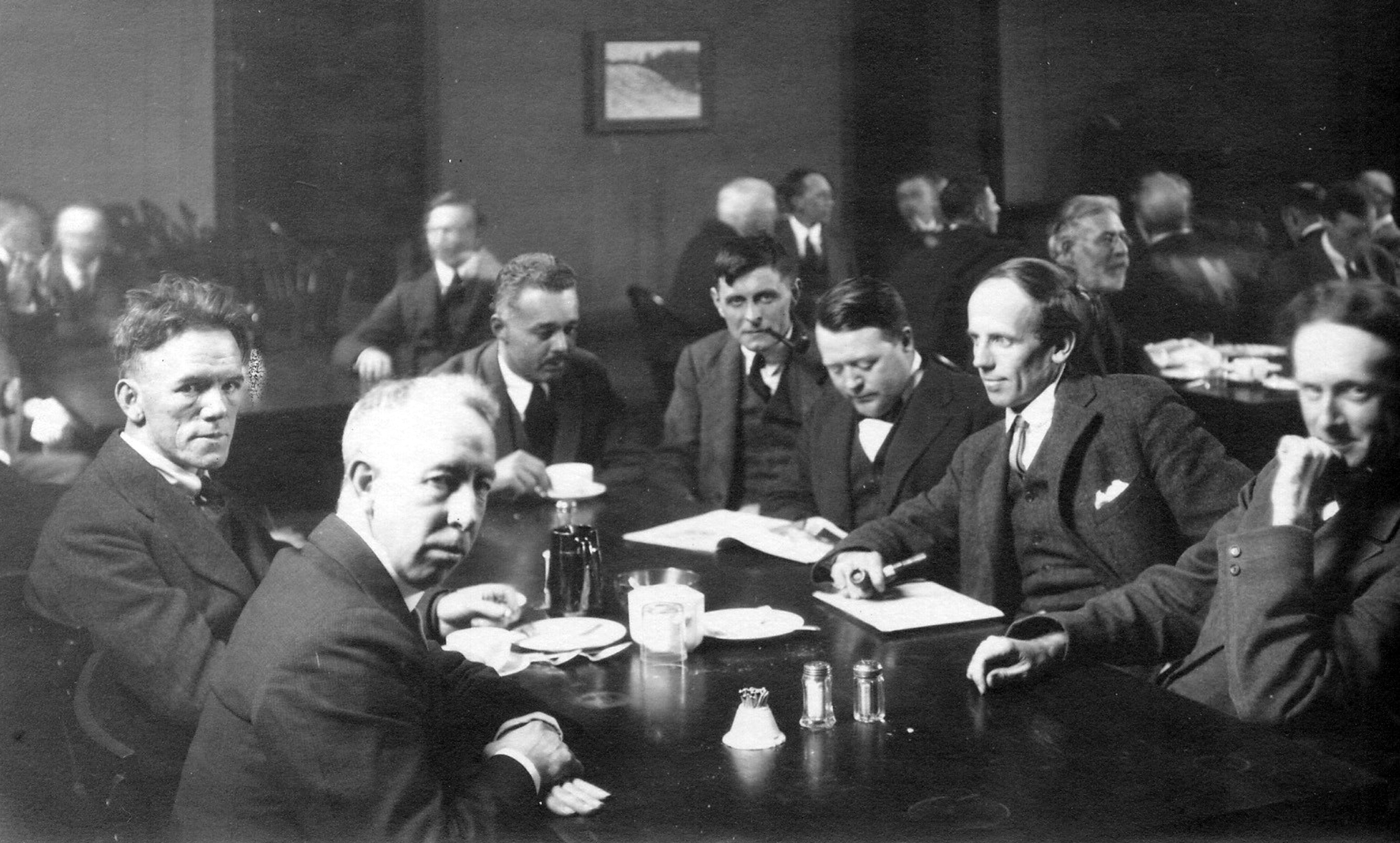
Група Сімох — Зліва: Варлі, Джексон, Гарріс з друзямим Біркер Фарлі, Джонсон, Лісмер, Макдоналд

«Група Сімох» (англ. Group of Seven) — група канадських художників-пейзажистів 1920—1933 років, до якої входили Франклін Кармайкл, Лорен Гарріс, А. Я. Джексон, Френк Джонсон (англ. Frank Johnston), Артур Лісмер, Дж. Е. Г. МакДональд (англ. J. E. H. MacDonald) і Фредерік Варлі (англ. Frederick Varley).
Ще до отримання цією групою своєї творчої назви, з нею була пов'язана творчість художника Тома Томсона.  Хоча він помер у 1917 році, ще до офіційного створення групи, Томсон мав на неї значний вплив. У своєму есе «Історія Групи Сімох» Гарріс писав, що Томсон був «частиною руху до того, як ми придумали йому назву. Картини Томсона «Західний вітер» і «Банксова сосна» є двома найбільш знаковими творами групи. Художниця Емілі Карр також була тісно пов'язана з Групою Сімох, хоча ніколи не стала її членкинею.
Члени групи є одними з найвідоміших художників Канади початку XX століття. Група найбільш відома своїми краєвидами, які зображають канадську природу.

## Історія
Том Томсон, Д. Е. Г. МакДональд, Артур Лісмер, Фредерік Варлі, Франк Джонсон і Френклін Кармайкл працювали у дизайнерській фірмі «Grip Ltd.» в місті Торонто. У 1913 до них приєдналися А. Я. Джексон і Лорен Гарріс, вони частенько зустрічалися у Клубі живопису й літератури (англ. The Arts and Letters Club of Toronto), де обговорювали власні погляди на мистецтво. Вплив на Групу Сімох мав імпресіонізм, який виник у другій половині XIX століття у Франції.
Фінансову підтримку група отримала від Гарріса і Джеймса Маккалума. У 1914 році вони збудували мистецьку студію.

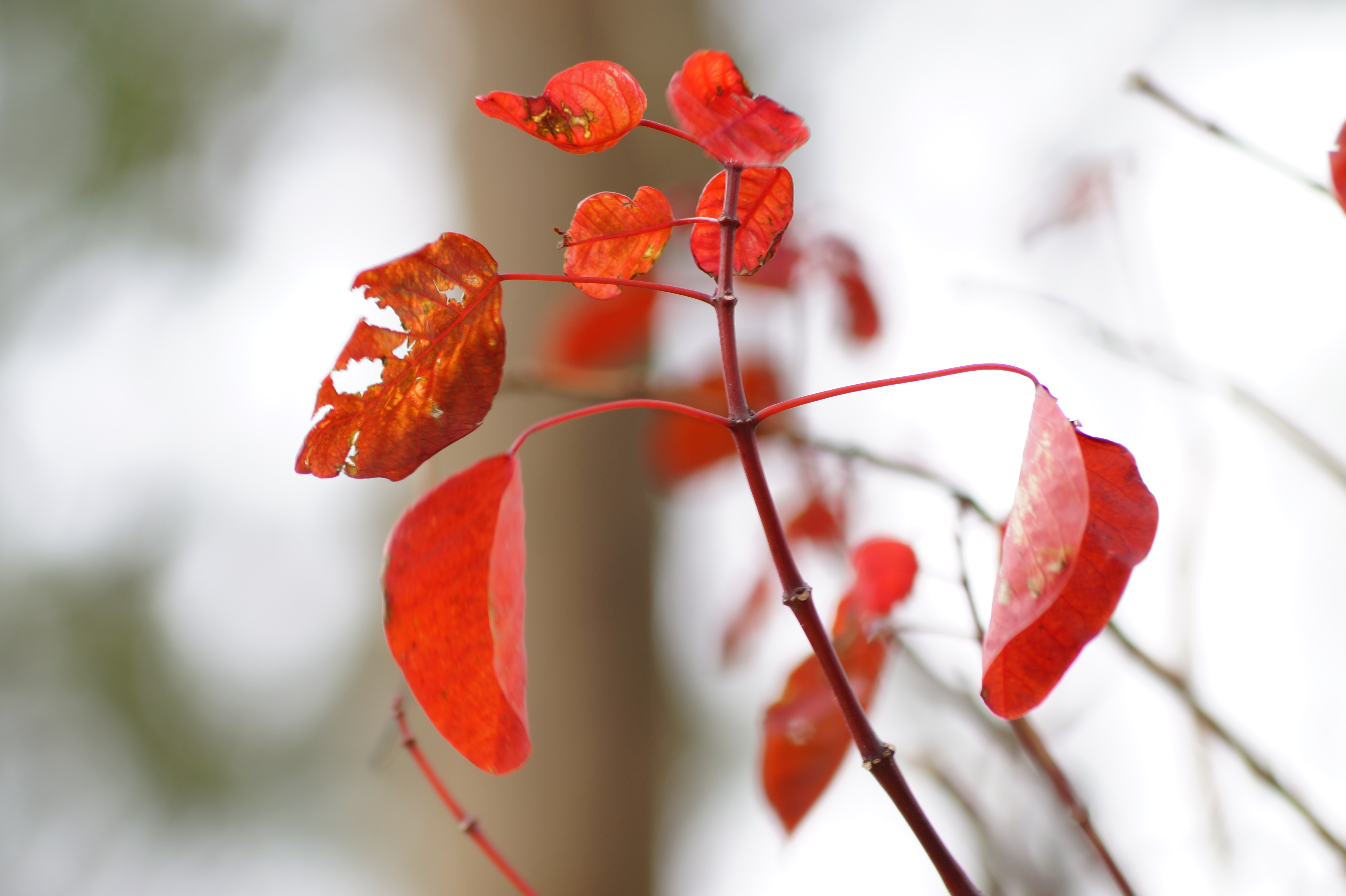
Червоний клен 1914, картина А. Я. Джексона

За натхненням художники Групи Сімох звичайно мандрували до Алґонкінського провінційного парку і затоки Джорджен-Бей. Том Томсон працював в Алґонкінському провінційному парку і Франклін Кармайкл — власник землі над затокою Джорджен-Бей. Вони вирішили створити унікальний канадський стиль мистецтва.
Група тимчасово розпустилася під час Першої світової війни — Джексон і Варлі були на цій війні й присвятили їй кілька своїх робіт. В 1917 році Том Томсон загинув за нез'ясованих обставин під час подорожі на каное в Алгонкінському провінційному парку. Художники знову об'єдналися наприкінці війни. У пошуках краєвидів, які можна було б зобразити, вони продовжили свої подорожі по Онтаріо, змальовуючи краєвиди й розвиваючи своєрідну техніку. У 1919 назвали своє об'єднання «Група Сімох». Митці поставили перед собою завдання змальовувати канадські краєвиди й створити для цього свій оригінальний стиль. У 1920 році відбулася перша виставка художників, яку критики оцінювали по-різному, однак з часом митці були визнані творцями нової канадської школи мистецтва.
В 1921 році з групи пішов Франк Джонсон, в 1926 році до неї приєднався А. Д. Кассон (англ. A. J. Casson).
Художники подорожували по багатьох місцях Канади для зображення її краєвидів, зокрема у Британській Колумбії, Квебеку, Новій Шотландії й Арктиці.
У 1930 році до них приєднується Едвін Голґейт (англ. Edwin Holgate) з Монреаля, а у 1932 році — Лемойн Фіцджералд (англ. LeMoine Fitzgerald) з Вінніпеґа.
Група припинила своє існування у 1933 — і її члени оголосили про створення нового більшого об'єднання — Канадської групи художників (англ. Canadian Group of Painters).

## Колекції
Найбільші колекції картин Групи Сімох знаходяться в Художній галереї Онтаріо в Торонто, Національній галереї Канади, Канадській художній колекції Макмайкла (англ. McMichael Canadian Art Collection) у Кляйнбурґу.

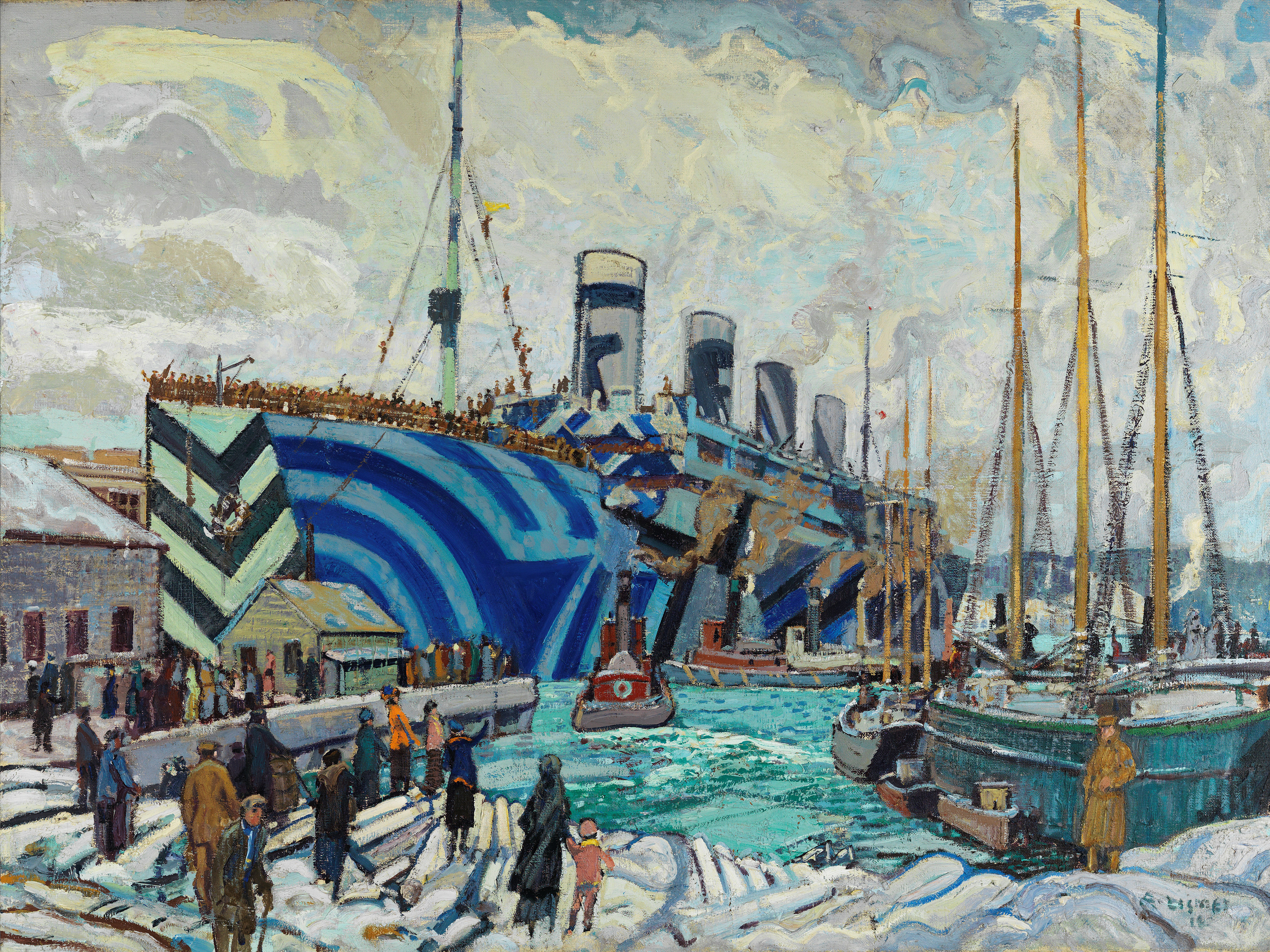
Артур Лісмер. Повернення солдатів на "Олімпіку".
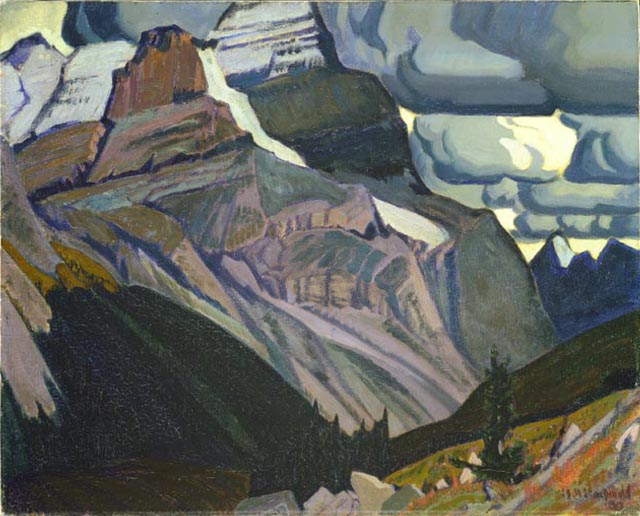
Дж. Е. Г. Макдональд. Скелясті гори.
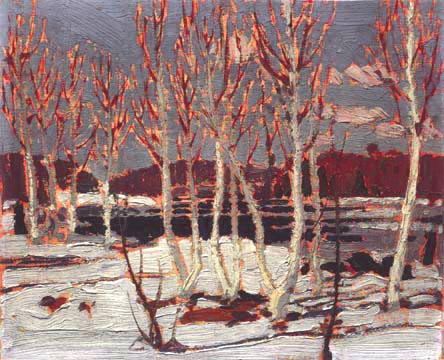
Том Томсон. Квітень у Алгонкінському парку.
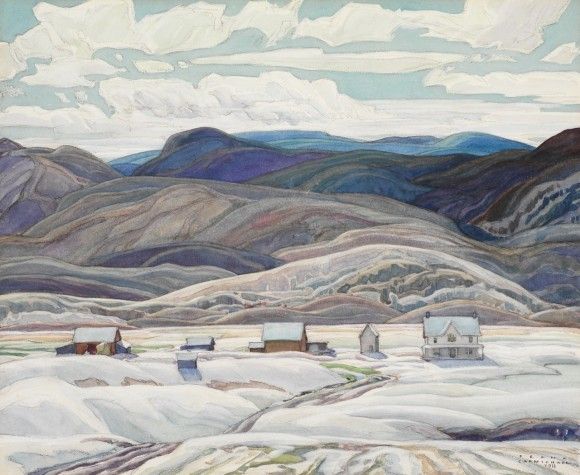
Франклін Кармайкл. «Ферма Біссет», 1933 р.

## Ресурси Інтернету
- Наталя Мартиненко. Канадська палітра. // Всесвіт. — № 6, 1990. Стор. 168—172.
- Група сімох [Архівовано 3 березня 2008 у Wayback Machine.] (англ.) (фр.)
- Група сімох — Галерея МакМайкл (англ.)
- Група сімох  [Архівовано 8 серпня 2014 у Wayback Machine.]
- Після мандрівки Європою виставку живопису «Групи сімох» побачать канадці  [Архівовано 19 листопада 2013 у Wayback Machine.]
- Канада. Група сімох  [Архівовано 8 серпня 2014 у Wayback Machine.]
- Клейбурн і "Група сімох "  [Архівовано 26 жовтня 2020 у Wayback Machine.]